# Plateau-des-Petites-Roches
Plateau-des-Petites-Roches – gmina we Francji, w regionie Owernia-Rodan-Alpy, w departamencie Isère. W 2013 roku liczba ludności wynosiła 2541 mieszkańców. 
Gmina została utworzona 1 stycznia 2019 roku z połączenia trzech ówczesnych gmin: Saint-Bernard, Saint-Hilaire oraz Saint-Pancrasse. Siedzibą gminy została miejscowość Saint-Hilaire. 